# فيلق-لوفتفافه لوتلاند
فيلق-لوفتفافه لوتلاند وحدة تابعة للوفتفافه الألمانية التي خدمت في الجبهة الشرقية في عام 1944. كانت تتألف بالكامل تقريبا من المتطوعين اللاتفيين.

## تاريخ الوحدة

### التكوين والتدريب
في سبتمبر 1943، أمر الألمان بإنشاء وحدة قاذفات ليلية لاتفية كجزء من لوفتفافه. مدرسة لتعليم الطيران، Flugzeugführerschule A / B يبو / Grobin، وقد تم تأسيسها في يابايا - غروبينا في أكتوبر، التي تم تغيير اسمها Ergaenzungs Nachtschlachtgruppe Ostland ( "التكميلية ليلة القتال المجموعة Ostland") في 1 يناير 1944.  تم اختيار الطيارين من أعضاء سابقين في فوج الطيران في جيش لاتفيا قبل الحرب، وأيزارجي شبه العسكرية، ونادي لاتفيا آيرو. 